# 三木久頼
三木 久頼（みつき ひさより）は室町時代の武将。飛騨三木氏の当主。

## 概要
三木氏は応永年中飛騨国司征伐の時、室町幕府の追手である京極高数がその勲功として飛騨国益田郡竹原郷を宛がわれ、久頼の父である三木正頼が代官として入郷したとされる。
久頼は、京極家中で頭角を表し、寛正年中（1460年～1466年）には益田郡一郡を差配するようになっていた。
この頃、京都では応仁の乱（応仁元年（1467年）～文明9年（1477年））が勃発し、京極氏は当初東軍であったが、文明2年（1470年）当主の京極持清が没すると、多賀高忠が擁立する京極孫童子丸（東軍）と多賀清直が擁立する京極乙童子丸（西軍）に分かれて争った（京極騒乱）。多賀清直は飛騨に所領を持っており、山科家の代官である姉小路勝言と諍いを起こしていた。この係争に対し、幕府（東軍）は、姉小路基綱（古川家）、姉小路之綱（向家）、江馬左馬助に山科家への合力を命じており、三木氏はこれらの勢力と対峙することとなった。
文明3年（1471年）8月7日、姉小路基綱・之綱と、多賀清直が支援する京極勢との間で合戦が起こり、三木（久頼）は討ち死にした。久頼の死は飛騨一国の支配を左右するものであったため、京極家にとって看過できるものでは無く、美濃国の斎藤妙椿（西軍）に援軍を依頼した。妙椿は姉小路基綱とは旧知の間柄であり8月19日に警告となる書状を送ったため、基綱による益田郡侵攻は回避された。久頼の跡は三木重頼が継いだ。